# 山田葵
山田 葵（やまだ あおい、2003年2月10日 - ）は、日本の女子バスケットボール選手である。ポジションはポイントガード。Wリーグの富士通レッドウェーブ所属。

## 来歴
愛知県出身。
東京成徳大学高校でウインターカップ準優勝。
筑波大学進学後もインカレベスト4を経験。
2024年11月、富士通レッドウェーブにアーリーエントリー登録される。
2025年ワールドユニバーシティゲームズ日本代表候補にも選ばれている。

## 日本代表歴
- 2021 U19ワールドカップ